# Курс молодого бойца

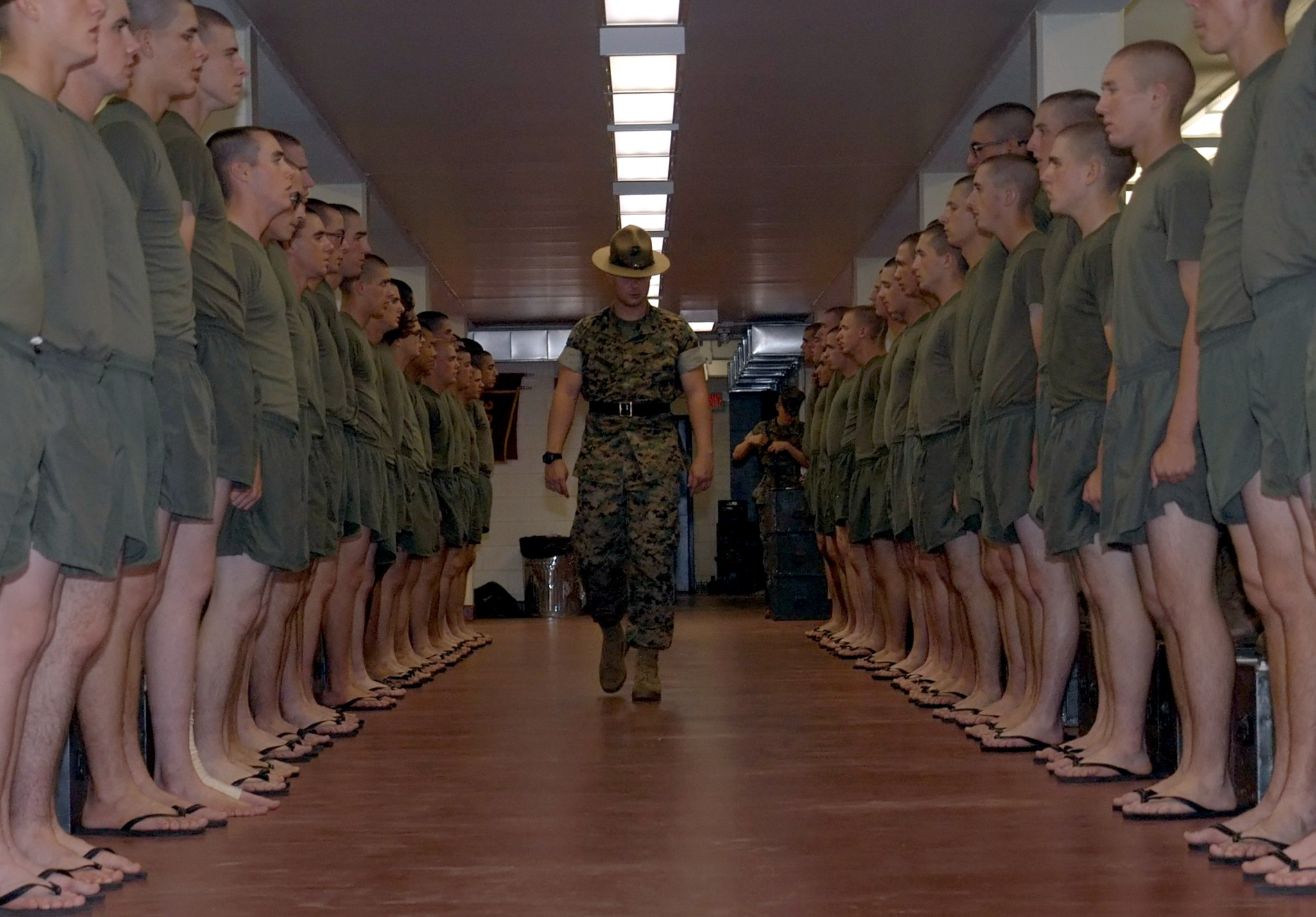
Hовобранцы в казарме Корпуса морской пехоты США

Курс молодого бойца (КМБ) — начальный период прохождения службы, первый подготовительный период военнослужащего в армии, а в некоторых странах также и в специальных службах.

## Общая характеристика процесса
В том или ином виде курс молодого бойца для всех абитуриентов, поступающих в военные вузы и не имеющих опыта действительной военной службы, существует практически во всех армиях государств мира и многих силовых структурах и спецслужбах. В зависимости от страны и рода войск, в большинстве случаев составляет около одного месяца. Как правило, включает в себя: принятие присяги, изучение устава и общую физическую подготовку, стрельбы из автомата, обзорный курс техники безопасности, иногда профессиональный курс на военно-учетную специальность (например, водитель-механик, радист, наводчик, оператор РЛС). Может проводиться как непосредственно на территории военного учебного заведения, так и на специализированных учебных базах.
Общая цель — обеспечить вхождение вновь прибывшего в курс необходимых ему задач, в соответствии с принятым распорядком. Может включать и прохождение ритуала приёма, зачастую неформального свойства. Основная проблема — это совмещение вхождения человека в коллектив со становлением его статуса в иерархии и освоение требований и обязанностей на новом месте.
КМБ стал отчасти нарицательным термином, подразумевающим первоначальные трудности и их преодоление в новом деле, на новом месте работы, учёбы, овладение новой специальностью или должностью, в том числе и принуждение принятия правил тех или иных форм социальной дискриминации.
КМБ в Корпусе Морской Пехоты США середины прошлого века ярко показан в первой половине фильма «Цельнометаллическая оболочка».

## Срочная служба в РФ
Для вновь прибывшего в военные части молодого пополнения из числа военнослужащих по призыву аналогом КМБ являются создаваемые в линейных частях на короткий период роты молодого пополнения, на армейском жаргоне также именуемые «карантином» или просто «духанкой», где молодые бойцы проходят подготовку до принятия присяги, распределения в штатное подразделение и присвоения первичной военной специальности (в военном билете заменяется формулировкой «занесён в списки части»). Руководство процессом первичной войсковой социализации молодого пополнения поручают ответственным военнослужащим из числа сержантско-старшинского состава, а также кадровым офицерам.